# Bonnie Blair
Bonnie Blair (Cornwall, 18 de març de 1964) és una patinadora de velocitat sobre gel estatunidenca, ja retirada, que destacà a la dècada del 1990.

## Biografia
Va néixer el 18 de març de 1964 a la població de Cornwall, situada a l'estat de Nova York. Es casà amb el patinador de velocitat Dave Cruikshank.

## Carrera esportiva
Als 19 anys va participar en els Jocs Olímpics d'Hivern de 1984 realitzats a Sarajevo (Iugoslàvia), on finalitzà vuitena en la prova de 500 metres. En els Jocs Olímpics d'Hivern de 1988 realitzats a Calgary (Canadà) aconseguí guanyar dues medalles: una medalla d'or en la prova de 500 metres, la seva gran especialitat i on establí un rècord del món amb un temps de 39,10 segons, i una medalla de bronze en els 1.000 metres, a més de finalitzar quarta en els 1.500 metres. En els Jocs Olímpics d'Hivern de 1992 realitzats a Albertville (França) aconseguí guanyar dues medalles d'or en les proves de 500 m. i 1.000 m., a més de finalitzar 21a en els 1.500 metres. En els Jocs Olímpics d'Hivern de 1994 realitzats a Lillehammer (Noruega) novament aconseguí guanyar les proves de 500 i 1.000 m., finalitzant quarta en els 1.500 metres. Amb aquestes victòries fou la primera dona nord-americana en guanyar cinc ors olímpics en uns Jocs Olímpics d'hivern.
Al llarg de la seva carrera guanyà 9 medalles en el Campionat del Món de patinatge de velocitat sobre gel en la modalitat d'esprint, destacant les victòries els anys 1989, 1994 i 1995.

### Primera anys i debut olímpic
Blair va fer el seu debut competitiu internacional al Campionat del Món d'Esprint de 1984 on va quedar desena. Més tard aquell any, Blair va aparèixer als seus primers Jocs Olímpics, a Sarajevo 1984, amb 19 anys. Blair no era una de les favorites i més tard va recordar que havia quedat satisfeta només de participar-hi i veure la seva família a la grada. No va aconseguir la medalla i va acabar vuitena en els 500 metres. Els Estats Units no van guanyar cap medalla de patinatge de velocitat als Jocs Olímpics de 1984.
Després dels Jocs Olímpics de 1984, Blair va treballar estretament amb l'entrenador Mike Crowe per a millorar les seves habilitats de patinatge per competir amb les potents patinadores de l'Alemanya de l'Est. Una bona actuació als campionats celebrats a West Allis, Wisconsin, li van valdre a Blair un lloc a l'equip femení d'esprint de pista llarga dels Estats Units per als Campionats del Món de 1985. Blair va guanyar tant els 500 metres com els 1500 metres a l'esdeveniment de West Allis, i va ser considerada una dels més forts aspirants a la medalla per l'equip nord-americà. Al Circuit de la Copa del Món 1985-1986, Blair va acabar quarta en quatre distàncies: 500 metres, 1.000 metres i 1.500 metres. El maig de 1985, en un moment en què el patinatge de velocitat nord-americà mancava d'unitat, l'Associació Internacional de Patinatge de Velocitat dels EUA va substituir l'entrenadora de l'equip nacional Dianne Holum per Mike Crowe. Durant aquest temps, Blair es va entrenar tant en pista curta com en pista llarga. Blair va guanyar esdeveniments als campionats del món de pista curta de 1984, 1985 i 1986 i va ser la campiona del món de pista curta de 1986.

### Ascens i primer or olímpic (1987-1989)
A principis de 1987, Blair va guanyar títols de la Copa del Món en els 500 i els 1.000 metres. Va seguir els seus títols de la Copa del Món establint el seu primer rècord mundial en els 500 metres amb un temps de 39,43 segons. Blair també va demostrar que podia vèncer a la campiona del món d'Alemanya de l'Est Karin Enke-Kania en enfrontaments cara a cara. Tot i que Blair era quatre polzades més baixa que Enke-Kania, la tècnica i el ràpid temps d'inici de Blair la van convertir en una competidora formidable. Blair va mantenir el rècord mundial de 500 metres fins al desembre de 1987, quan Christa Rothenburger va superar el seu temps a la Copa del Món. Blair,que es trobava amb tos i refredat, va acabar segona a la prova. En total, Blair va guanyar 4 de les 18 medalles femenines a la Copa del Món de 1987; mentre que les patinadores d'Alemanya de l'Est, en van guanyar 13.
A les proves de patinatge de velocitat dels Estats Units de desembre de 1987, classificatoris per als Jocs Olímpics d'hivern de 1988, Blair va liderar les proves femenines de 500, 1.000 i 1.500 metres, assegurant-se el seu lloc a l'equip olímpic dels Estats Units, com s'esperava. Blair va ser considerada una competidora més forta a les distàncies més curtes, on es va veure com la millor oportunitat dels Estats Units d'obtenir una medalla d'or en patinatge de velocitat. El fracàs del patinatge de velocitat dels Estats Units per guanyar una única medalla als Jocs Olímpics de 1984 va augmentar la pressió i l'atenció centrada en Blair abans dels jocs de 1988.
Blair va anar als Jocs Olímpics d'hivern de 1988 a Calgary, Canadà, on la seva primera prova van ser els 500 metres. Rothenburger patinava primer i va establir un nou rècord mundial. Blair va respondre al repte amb la seva millor sortida, guanyant la medalla d'or amb un temps de 39,10 segons, superant l'alemanya. Per a la segona prova olímpica, la distància dels 1.000 metres, Blair va aconseguir la seva millor marca personal en el kilòmetre. El temps va ser, per un breu espai de temps, el nou rècord olímpic, però dues de les competidores de Blair, que van patinar darrere d'ella van millorar-lo; així va aconseguir la medalla de bronze. El tercer i últim esdeveniment de Blair dels Jocs Olímpics d'hivern de 1988 van ser els 1.500 metres, en els quals va quedar quarta. Els amics de la família de Blair a la grada, coneguts afectuosament com el "Blair Bunch", es van convertir en un element bàsic de la seva carrera competitiva. Per acabar els jocs, Blair va ser escollit per portar la bandera americana a les cerimònies de clausura.
Malgrat l'èxit als Jocs Olímpics de 1988, Blair no va gaudir de grans elogis. Una de les causes va ser la cobertura que l'ABC va fer dels Jocs, que no va ser un èxit d'audiència. Blair va fer un descans del patinatge i es va matricular a la Universitat Tecnològica de Montana. Es va saltar els dos primers esdeveniments de la Copa del Món de la temporada 1989. Blair va tornar a competir més tard en la temporada i va guanyar el Campionat del Món de velocitat de 1989 celebrat a Heerenveen, Països Baixos. A l'esdeveniment, Blair va guanyar els 500 metres dues vegades i va acabar tercera i segona en dues curses de 100 metres, fent-se amb la victòria en la general. La victòria va convertir Blair en la primera dona dels Estats Units a guanyar un campionat mundial d'esprint en gairebé una dècada.
Després de Calgary 1988, Blair també va provar les curses de ciclisme en pista, i va ser entrenada per l'antiga campiona del món de ciclisme i patinadora de velocitat Connie Paraskevin. El ciclisme es va convertir en part de l'entrenament de patinatge de velocitat de Blair, ja que ambdós esports utilitzaven els mateixos grups musculars. Va fer el seu debut en el ciclisme competitiu el juny de 1989 al Sundance Juice Sparkler Grand Prix. Després de quedar quarta en el campionat nacional i perdre l'oportunitat de competir als Campionats del Món, Blair va optar per abandonar el ciclisme competitiu i centrar-se únicament en el patinatge de velocitat. :44

### Repetició de l'or olímpic (1990-1992)
La temporada 1990-1991 va tenir contratemps per a Blair. Va contreure un cas greu de bronquitis que li va afectar la respiració. :44 El problema respiratori es va mantenir durant els Campionats del Món de velocitat de 1991, on va acabar cinquena. :44 La confiança en l'entrenador Crowe havia disminuït des d'abans de competir als darrers Jocs Olímpics, i Blair va ajudar a reclutar Peter Mueller per entrenar l'equip nord-americà. El canvi d'entrenador va tenir lloc deu mesos abans dels Jocs Olímpics d'Albertivlle 1992. Entrenant amb Mueller l'estiu abans dels Jocs Olímpics, Blair va recuperar el seu avantatge competitiu. :44 Però tot i que havia guanyat l'or als Jocs Olímpics anteriors, Blair sentia que la seva petita estatura era un handicap contra les competidores d'Alemanya de l'Est, molt més grans.
Blair va tornar a guanyar l'or en els 500 metres amb un temps de 40,33 segons, convertint-se en la primera dona a revalidar el títol olímpic en aquesta prova. El seu temps va ser més lent que el rècord de Calgary, però, el circuit d'Albertville era a l'aire lliure, creant condicions que eren menys favorables per a la pràctica del patinatge de velocitat. La segona classificada, Ye Qiaobo de la Xina, va afirmar haver estat frenada per un encreuament inadequat d'una altra patinadora. L'àrbitre va rebutjar la protesta de la xinesa i Blair va dedicar la medalla al seu pare, Charlie, que havia mort d'un càncer de pulmó dos anys abans. Charlie havia somiat que Bonnie es convertís en una patinadora de velocitat olímpica.
En la seva segona prova, els 1.500 metres, Blair va acabar 21a. La col·locació es va deure a la decisió del seu entrenador, Peter Mueller, d'afluixar el ritme si no portava un temps que la donés opcions a entrar al podi, de tal manera que estalviés energies per la següent competició. Blair va guanyar el seu segon or als Jocs Olímpics de 1992 en els 1.000 metres (1:21,90). El seu temps va ser només 2 centèsimes més ràpid que el de Ye. L'or de Blair la va convertir en l'estatunidenca més condecorada als Jocs Olímpics d'hivern de tots els temps. El seu èxit a Albertville va retre-li més atenció dels mitjans i el públic. Va aparèixer en la portada de Sports Illustrated, :45 i va aconseguir millors contractes publicitaris després de signar amb l'agència Advantage International. :45 Després dels Jocs Olímpics, Blair es va traslladar a Milwaukee, Wisconsin, per entrenar al Pettit International Ice Center, recentment inaugurat. :45

### Darrers Jocs Olímpics (1993-1994)
L'any 1986, el Comitè Olímpic Internacional havia votat a favor d'organitzar els Jocs Olímpics d'hivern i els d'estiu en cicles alternats de quatre anys. Així, els següents Jocs d'Hivern després d'Albertville 1992 se celebrarien el febrer de 1994, a Lillehammer, Noruega. L'intent de competir als seus quarts Jocs Olímpics no va estar exempt de reptes; la temporada de 1993 va ser poc brillant per a Blair. Al Campionat del Món de velocitat de 1993, Blair no va guanyar cap de les seves quatre curses, superada sempre per Ye Qiabo. Blair va sentir com si hagués perdut la seva rapidesa i després de no solucionar el problema amb l'entrenador Peter Mueller, va reemplaçar-lo per Nick Thometz. A les proves olímpiques de pista llarga dels Estats Units de 1994 al Pettit National Ice Center, Blair va establir rècords en la primera ronda de 500 i 1.000 metres.
Els Jocs Olímpics d'hivern de 1994 a Lillehammer, Noruega, van ser un altre èxit per a Blair: va tornar a guanyar l'or en les curses de 500 metres (39,25) i 1.000 metres (1:18,74). Blair va acabar 0,36 segons per davant del segon millor temps en els 500 metres. El seu marge d'1,38 segons a la cursa de 1.000 metres és el major marge de victòria de la història de l'esdeveniment. L'èxit de Blair a Lillehammer la va situar entre els olímpics estatunidencs més condecorats de tots els temps. Es va convertir en la primera dona del país en guanyar cinc medalles olímpiques d'or i la primera en obtenir sis medalles olímpiques en esports d'hivern. A més de les curses de 500 i 1.000 metres, Blair també va competir en la distància de 1.500 metres, fregant el podi amb un quart lloc. En la seva conferència de premsa posterior a la cursa, Blair va confirmar que aquells serien els seus últims Jocs Olímpics.

### Carrera post-olímpica
Després dels Jocs Olímpics de 1994, Blair va continuar competint. Menys d'un mes després dels Jocs de Lillehammer, Blair va establir un altre rècord mundial en els 500 metres, convertint-se en la primera dona a completar la cursa en menys de 39 segons, aconseguint un temps de 38,99 segons. Blair va superar el seu propi rècord mundial l'any següent, aconseguint un temps de 38,69 el 12 de febrer de 1995 a Calgary. Blair va continuar al Campionat del Món de 1995 a la seva ciutat natal de Milwaukee. El Blair Bunch, nom donat a la família i amics de Blair, va representar el 12% de la multitud al Pettit National Ice Center. Allà, Blair va guanyar els 500 metres amb un temps de 39,54 segons.
El 18 de març de 1995 es va jubilar. Després que el patinador de velocitat Johann Olav Koss fundés Right to Play l'any 2000, va reclutar Blair per ser una de les primeres ambaixadores del seu projecte benèfic. Quan els Jocs Olímpics d'hivern van tornar als Estats Units el 2002, Blair va ser una de les últimes portadores de la torxa olímpica a l'estadi Rice-Eccles per a la cerimònia d'obertura a Salt Lake City, Utah. A partir de 2002, Blair va formar part de la junta directiva de la Federació de Patinatge de velocitat sobre gel dels Estats Units. A partir del 2014, Blair va treballar com a ponent motivacional i portaveu corporatiu. Aquell mateix any va ser membre de la delegació olímpica dels EUA a Sotxi. A partir del 2018, Blair forma part de la junta del Pettit National Ice Center.

## Premis i honors

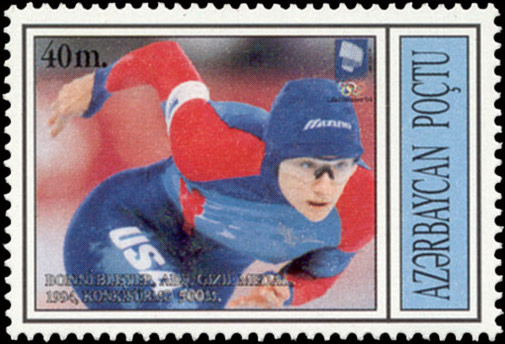
Bonnie Blair al segell postal d'Azerbaidjan, 1995

El 1992, Blair es va convertir en la tercera esportista d'hivern a guanyar el premi Sullivan. Blair va guanyar el premi Oscar Mathisen de 1992 (la primera dona en rebre'l). El 1992, Blair va rebre el premi Golden Plate de l'American Academy of Achievement. També va ser l'atleta femenina de l'any seleccionada per Associated Press el 1994. Blair també va guanyar el campionat de punts de la Copa del Món 11 vegades. Sports Illustrated va nomenar Blair la seva Esportiva de l'Any el 1994. El 1994, la ciutat natal de Blair, Champaign, havia canviat el nom d'un dels seus carrers a Bonnie Blair Drive. És membre del Chicagoland Sports Hall of Fame i del Wisconsin Athletic Hall of Fame. El 2004, va ser elegida membre del Saló de la Fama Olímpic dels Estats Units. Va ser guardonada amb una estrella (núm. 7) a The Flag for Hope el 29 de setembre de 2015 en reconeixement de la seva destacada carrera de patinatge de velocitat i els seus esforços filantròpics.

## Vida personal
Blair va començar a sortir amb el patinador de velocitat olímpic Dave Cruikshank el 1990. La parella es va casar a Milwaukee, Wisconsin el 1996. Blair i Cruikshank tenen dos fills: un fill, Grant, i una filla, Blair. Grant Cruikshank va jugar a hoquei al Colorado College i a partir del 2021 a la Universitat de Minnesota. La filla de Blair va competir a les proves olímpiques de patinatge de velocitat dels Estats Units del 2018 a la distància de 500 metres, celebrades al Pettit National Ice Center. El 2021, Blair es va pronunciar en oposició a permetre que els atletes transgènere d'home a dona participin en atletisme organitzat.